# Burgkirchen
Burgkirchen è un comune austriaco di 2 608 abitanti nel distretto di Braunau am Inn, in Alta Austria.